# Hugues Brisset de Montbrun de Pomarède
Pour les articles homonymes, voir Montbrun.
Hugues Brisset de Montbrun de Pomarède né le 12 juin 1756 à  Aquin Saint-Domingue, mort le 5 juin 1831 à Castres (Gironde), est un général français de la Révolution et de l’Empire.
Son importance historique tient à ses origines et au rôle qu'il joue dans la révolution de Saint-Domingue. Il est l'un des premiers chefs mulâtres.

## Jeunesse
Fils aîné de Vincent Brisset de Montbrun et de Marie-Thérèse Morino (veuve de Claude Leclert), il vient faire ses études à Bordeaux où il épouse avant 1784, Radegonde Angélique Borie de Pomarède, fille de Jacques Borie, seigneur de Haut-Pomarède et d’Élisabeth Talbot, dont il a au moins un fils, Joseph, né le 23 décembre 1784 et baptisé le lendemain, à Castres. Les Borie de Pomarède possèdent une propriété à Saint-Domingue.
Il est cité dans le Catalogue des Gentilshommes de Guyenne de La Roque et Barthélemy, qui ont pris part aux assemblées de la noblesse pour l’élection des députés aux États généraux de 1789 : « Hugues, chevalier de Montbrun la Pomarède, seigneur de Pomarède et Pitresmont ».

## Carrière militaire
Grâce à sa fortune que l’on a dit considérable, il embrasse la carrière des armes et il est élu lieutenant-colonel du 5e bataillon de volontaires de la Gironde en 1791. Il épouse, à Castres, en secondes noces, Marie-Thérèse Roux de Labroge le 27 juin 1792. 
En 1793, Esparbès l’emmène comme aide de camp dans une expédition aux colonies de Saint-Domingue (son pays natal). Il est promu adjudant-général chef de brigade le 16 juin 1793. C’est à cette occasion qu’il assume des responsabilités historiques dans le déroulement des événements. Nommé gouverneur de la province de l’Ouest, le colonel Montbrun prend la tête, dans la nuit du 17 au 18 mars 1794, de la légion « Égalité » composée de mulâtres et de « nègres » (c'est l'expression de l'époque). Il perpètre un coup de main contre le 48e Régiment ci-devant Artois et lui inflige une retraite humiliante. Cette conspiration manque d’être suivie d’un massacre de blancs. Lors de la prise de Port-au-Prince par les Anglais, le 1er juin 1794, Montbrun, défendant le fort Bizoton, risque d’être fait prisonnier et reçoit une blessure. 
Il s’est fait beaucoup d’ennemis, autant parmi ses supérieurs que ses subalternes. Il est destitué, arrêté et renvoyé en France pour être jugé. À Nantes il est acquitté. Le 13 mai 1800, il reçoit le grade de général de brigade. Napoléon le fait Chevalier de l’Empire, par lettres patentes du 16 septembre 1810. Il achève sa carrière comme commandant d’armes de la place de Bordeaux, c'est-à-dire gouverneur du château Trompette. Il est sans doute le dernier gouverneur de cette place, avant sa démolition. Montbrun est mis en retraite en 1814. 
Mort le 5 juin 1831 à Castres-Gironde, il est alors propriétaire du château Haut-Pomarède qui existe toujours et qu'il tient de sa première épouse, Radegonde-Angélique Borie de Pomarède. Marie Thérèse Roux de la Broye, sa seconde épouse, fait rectifier par le tribunal de première instance de Bordeaux et le nom et l'âge. Il a été déclaré sous le nom de Hugues Monbrun, âgé de 82 ans.
Sur la pierre tombale conservée près de l'église après déplacement du cimetière, on peut lire :
« Ici repose Hugues Monbrun chevalier de l'Ordre de Saint-Louis et de la Légion d'honneur décédé le 5 juin 1831, âgé de 76 ans - Bon époux, bon père, passionné de l'agriculture qu'il améliora dans cette commune. Pleuré de sa famille, regretté de ses amis ».